# Pteropus coxi
La volpe volante di Cox (Pteropus coxi Helgen & Al., 2009) è un pipistrello appartenente alla famiglia degli Pteropodidi, vissuto sulle Isole Samoa e in atto probabilmente estinto.

## Descrizione
Di questa specie è noto soltanto un cranio, depositato presso il National Museum of Natural History di Washington, con il numero di registro USNM 3791. La relativa pelle è andata quasi certamente perduta.

Probabilmente si tratta di un pipistrello di grandi dimensioni, superiori a quelle delle due specie che correntemente abitano le Isole Samoa, ovvero P. samoensis e P. tonganus.

Una descrizione effettuata dal botanico statunitense Paul A. Cox, nel suo viaggio esplorativo delle Isole Samoa nei primi anni '80,  di un pipistrello di enormi dimensioni non identificato, potrebbe riferirsi a questa specie.

## Distribuzione e habitat
L'areale di questa specie è ristretto alle isole Samoa.

## Tassonomia
In accordo alla suddivisione del genere Pteropus effettuata da Andersen, P. coxi è stato inserito successivamente nello P. samoensis species Group, insieme a P. samoensis stesso e P. anetianus . Tale appartenenza si basa sulle caratteristiche di avere un ripiano basale nei premolari, il rostro del cranio accorciato e gli incisivi superiori di aspetto normale.
Altre specie simpatriche dello stesso genere: P. tonganus e P. samoensis.

## Conservazione
Non ci sono dati sufficienti per classificare P. coxi nelle categorie della IUCN Red List ma la specie è da ritenersi probabilmente estinta.